# Campo do Meio
Campo do Meio este un oraș în unitatea federativă Minas Gerais (MG), Brazilia.